# 田上町
田上町（日语：／ Tagami machi */?）為新潟縣南蒲原郡的町。面積31,77平方公里
總人口13,447人。

## 地理
町域東部地區為丘陵地形，西部則以平原為主。
- 山: 護摩堂山
- 河川: 信濃川、才步川、五社川

### 相鄰的自治体
- 加茂市
- 新潟市
- 五泉市

## 歷史
- 1973年（昭和48年）8月1日 - 町制施行

## 經濟

### 產業
- 產業人口
  - 1次産業 8.3%
  - 2次産業 39.9%
  - 3次産業 51.9%

## 外部連結
田上町 （页面存档备份，存于）